# Duje Čop
Duje Čop (Vinkovci, Yugoslavia, 1 de febrero de 1990) es un futbolista croata que juega como delantero en el H. N. K. Rijeka de la Primera Liga de Croacia.

## Trayectoria
Se formó como futbolista en el Hajduk Split entre 2002 y 2007. Debutó como profesional en la temporada 2007-08, con diecisiete años, y disputó quince encuentros en los que marcó dos goles. En julio de 2008 se unió al C. D. Nacional de la Primera División de Portugal, equipo en el que participó en cinco partidos.
Volvió al Hajduk Split en 2009 y en julio de 2011, al no ser tenido en cuenta por el nuevo entrenador del club Krasimir Balakov, rescindió su contrato para firmar por cuatro años con el RNK Split. En junio de 2012 fichó por el Dinamo Zagreb, equipo con el que conquistó la Liga croata en las temporadas 2012-13 y 2013-14, además de ser el máximo goleador en la última de ellas con veintidós tantos.
El 11 de enero de 2015 fue cedido al Cagliari Calcio de la Seria A de Italia para disputar lo que restaba de la campaña 2014-15. En julio de 2015 salió en calidad de préstamo al Málaga C. F., donde marcó siete goles en treinta y un partidos. El 27 de julio de 2016 se anunció su cesión al Real Sporting de Gijón para la campaña 2016-17. Un año después fue traspasado al Standard de Lieja, equipo que lo cedió al Real Valladolid C. F. para la temporada 2018-19. Tras esta cesión regresó a Lieja, donde estuvo jugando durante dos temporadas antes de volver al G. N. K. Dinamo Zagreb. Allí no duró ni un año, ya que en febrero de 2022 fue cedido al N. K. Celje. Volvió a ser prestado en junio, esta vez al H. N. K. Šibenik. En septiembre de 2023, una vez ya desvinculado del Dinamo, fichó por el N. K. Lokomotiva. Permaneció en este equipo hasta enero de 2025, momento en el que se unió al H. N. K. Rijeka.

## Selección nacional
Ha sido internacional con la selección croata en catorce ocasiones. Estuvo en la lista de preseleccionados para el Copa Mundial de Fútbol de 2014, sin que llegase a acudir finalmente al torneo. También fue convocado para disputar la Eurocopa 2016, en la que jugó el último partido de la fase de grupos frente a España. Marcó su primer gol con la selección el 15 de noviembre de 2016 durante un encuentro amistoso ante Irlanda del Norte en el que Croacia venció por 0-3.

### Participaciones en Eurocopas
| Eurocopa      | Sede    | Resultado        |
| ------------- | ------- | ---------------- |
| Eurocopa 2016 | Francia | Octavos de final |

## Clubes
| Club                   | País      | Año       |
| ---------------------- | --------- | --------- |
| H. N. K. Hajduk Split  | Croacia   | 2007-2008 |
| C. D. Nacional         | Portugal  | 2008-2009 |
| H. N. K. Hajduk Split  | Croacia   | 2009-2011 |
| R. N. K. Split         | Croacia   | 2011-2012 |
| G. N. K. Dinamo Zagreb | Croacia   | 2012-2015 |
| Cagliari Calcio        | Italia    | 2015      |
| Málaga C. F.           | España    | 2015-2016 |
| Real Sporting de Gijón | España    | 2016-2017 |
| Cagliari Calcio        | Italia    | 2017      |
| Standard de Lieja      | Bélgica   | 2017-2018 |
| Real Valladolid C. F.  | España    | 2018-2019 |
| Standard de Lieja      | Bélgica   | 2019-2021 |
| G. N. K. Dinamo Zagreb | Croacia   | 2021-2022 |
| N. K. Celje            | Eslovenia | 2022      |
| H. N. K. Šibenik       | Croacia   | 2022-2023 |
| N. K. Lokomotiva       | Croacia   | 2023-2025 |
| H. N. K. Rijeka        | Croacia   | 2025-     |

## Palmarés

### Campeonatos nacionales
| Título               | Club                   | País    | Año  |
| -------------------- | ---------------------- | ------- | ---- |
| Copa de Croacia      | H. N. K. Hajduk Split  | Croacia | 2010 |
| Liga croata          | G. N. K. Dinamo Zagreb | Croacia | 2013 |
| Supercopa de Croacia | G. N. K. Dinamo Zagreb | Croacia | 2013 |
| Liga croata          | G. N. K. Dinamo Zagreb | Croacia | 2014 |
| Copa de Bélgica      | Standard de Lieja      | Bélgica | 2018 |
| Liga croata          | H. N. K. Rijeka        | Croacia | 2025 |
| Copa de Croacia      | H. N. K. Rijeka        | Croacia | 2025 |

### Distinciones individuales
| Distinción                                         | Año  |
| -------------------------------------------------- | ---- |
| Máximo goleador de la Liga croata (22 goles)       | 2014 |
| Máximo goleador de la Copa EuroAmericana (2 goles) | 2015 |